# 霍蘭·史密斯
霍蘭·麥克提爾·「嚎叫的疯子」·史密斯（英語：Holland McTyeire "Howlin' Mad" Smith，1882年4月20日—1967年1月12日），第二次世界大戰時的美国海军陆战队上將。在兩次世界大戰中，史密斯將軍對於包括陸軍、海軍和陸戰隊的兩棲作戰的指導與訓練，實為美國能成功的在大西洋與太平洋進行多次登陸作戰的主要因素，因此他往往也被尊稱為“美國現代兩棲作戰之父”。

## 早年生活
1882年4月20日，霍蘭·史密斯出生在亚拉巴马州拉塞尔县西爾鎮（Seale，Russell County，Alabama），父母親為約翰·威斯利·史密斯（John Wesley Smith）與科內莉亞·卡羅琳·麥克提爾（Cornelia Caroline McTyeire）。他於1901年從阿拉巴馬理工學院（Alabama Polytechnic Institute，現名奧本大學，Auburn University）獲得理學士學位，此時他已經決定了投身軍旅，並成為阿拉巴馬國民兵騎兵連中的二等士官長（first sergeant）。不過，他仍然在1903年從阿拉巴馬大學得到了他的法學士學位，並於阿拉巴馬州的蒙哥馬利市執業一年。然後他於1905年3月20日獲得了陸戰隊少尉的任命（日後他獲得了阿拉巴馬理工學院所授予的名譽法律博士）。
1906年4月，在完成應用學校（School of Application，位於馬利蘭州的安那波利斯，現為美國陸戰隊預備軍官學校，United States Marine Corps Officer Candidates School，位於維吉尼亞州匡提科基地）的訓練後，史密斯被派往菲律賓的第1陸戰旅直到1908年9月。返回美國後他駐防於安那波利斯的陸戰隊兵營直到1909年12月。在1910年4月結束了短暫的巴拿馬海外勤務後，他獲得了兩年多的美國本土勤務。他於1912年9月回到駐防於菲律賓的第1陸戰旅直到1914年4月。
接著他被任命為輕巡洋艦蓋維斯頓號（USS Galveston，CL-19）上的陸戰隊分遣隊指揮官，當時該艦為美國亞洲艦隊（Asiatic Fleet）的一員。他於1915年7月被調回美國路易斯安那州新奧爾良市的海軍造船廠，一年後被調往駐防多明尼加的第4陸戰團，在第4陸戰團服役期間，他參與了盜匪的清勦戰鬥。史密斯於1917年3月30日調往法國的第5陸戰團擔任第8機槍連連長，並參與了第一次世界大戰。
綽號「瘋嚎男」是史密斯駐防在菲律賓時的部屬所取的，那是因為他見到有人表現差勁或未達水準時，往往會有激烈的反應所致。易言之，他是個極端「恨鐵不成鋼」的人。

## 第一次世界大戰
在法國，史密斯擔任連長的時間並不長，升任上尉後他被送到位於法國朗格爾（Langres）的陸軍參謀學院（Army General Staff College），並於1918年2月畢業。他是首批完成訓練的六位海軍陸戰隊軍官之一。結訓後他被任命為駐防於凡爾登（Verdun）的第4海軍陸戰旅的參謀軍官。第4陸戰旅是美國陸軍第2步兵師的一部分，並參與了貝露森林戰役（Battle of Belleau Wood），但他只扮演「一個重要但平淡無奇的」旅連絡官，負責督導通信業務。到1918年7月，史密斯被調到美國第一軍團（First United States Army）的第一軍（I Corps）擔任助理作戰官，仍負責督導通信業務，並參與了包括「埃納－馬恩」，「奧以森－埃納」，「聖米赫爾」，與「謬茲－阿爾貢」等攻勢作戰。休戰後他改任第三軍團助理作戰官，參與了進軍德國萊茵區的行動，並在美國佔領軍的參謀部裡工作。

## 第一次世界大戰後
史密斯於1919年4月返回美國，他先服役於維吉尼亞州諾福克海軍基地，接著進入位於羅德島州紐波特的海軍戰爭學院（Naval War College）受訓，畢業後被指派到位於華盛頓特區的海軍軍令部長辦公室，同時他也是第一位進入聯合計劃委員會的陸戰隊軍官。1923年5月，他調到戰鬥艦懷俄明號（USS Wyoming，BB-32）和阿肯色號（USS Arkansas，BB-33）上，擔任美國巡邏艦隊（U.S. Scouting Fleet）的艦隊陸戰隊軍官。同年9月那年，他調到陸戰隊司令部並參與了在西印度群島所舉行的聯合軍事演習。1924年2月升任中校，並調到駐海地陸戰旅任參謀長。1925年8月至1926年9月，他回到美國本土擔任第一陸戰旅的參謀長。之後進入陸戰隊學校（Marine Crop Schools，即今日之陸戰隊大學，Marine Corps University）受訓，並於1927年6月結訓。接下來從1927年7月到1931年3月，他擔任費城海軍造船廠陸戰隊軍營的軍需官。
1931年4月，史密斯中校調到戰鬥艦加利福尼亞號（USS California，BB-44），擔任美國作戰艦隊（U.S. Battle Force）的陸戰隊指揮官的副官。1933年6月到1935年1月，他調任華盛頓海軍造船廠的陸戰隊軍營指揮官。接著他調到位於加州舊金山的陸戰隊太平洋軍區擔任參謀長，1937年3月升上校，並調回陸戰隊司令部，主管作戰和訓練，並從1939年4月到9月擔任陸戰隊副司令。

## 第二次世界大戰

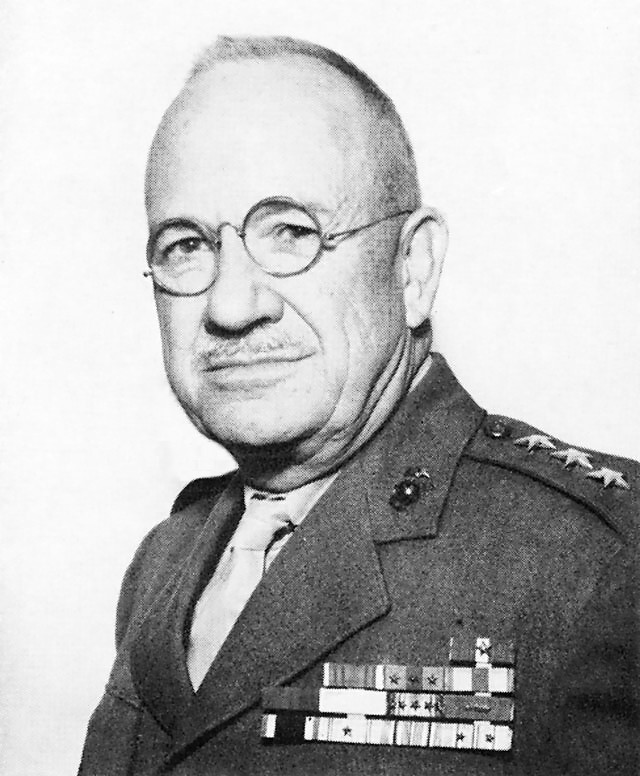
史密斯中將

1939年9月，史密斯上校在匡堤科基地接任第1陸戰旅旅長，並隨即將部隊帶往古巴的關塔那摩灣基地進行廣泛的兩棲訓練。1941年2月，第1陸戰旅擴編為第1陸戰師，晉升為少將的史密斯也成為第一任師長。1941年6月，史密斯少將奉命組織，訓練並指揮大西洋艦隊的兩棲部隊，該兩棲部隊包括第1陸戰師，及陸軍的第1與第9步兵師。
美國於1941年參戰後，史密斯少將在1942年8月在加州聖地牙哥接管了太平洋艦隊的兩棲部隊，該兩棲部隊包括第2和第3陸戰師，陸軍第7步兵師和其他參與了阿留申群島作戰的加拿大部隊。陸軍跟加拿大部隊參與了1943年5月與8月登陸阿留申群島中的阿圖島（Attu）和吉斯卡島（Kiska）的行動；然後，他在1943年9月被任命為V兩棲軍（V Amphibious Corps）的軍長，並開始計劃吉爾勃特群島（Gilberts）的登陸作戰。同年11月，代號電擊行動的吉爾勃特群島作戰展開，但他並沒有直接指揮作戰，主要是擔任第五艦隊司令史普勞恩斯將軍（Raymond A. Spruance）與第五兩棲部隊屠納將軍（Richmond K. Turner）的顧問。
在1944年1月的馬紹爾群島（Marshalls）行動（代字燧發槍）中，名義上史密斯少將雖然仍是V兩棲軍的軍長，但行動過程中甚至沒有離開屠納將軍的旗艦洛磯山號（USS Rocky Mount，AGC-3）。1944年3月15日，史密斯晉升中將，同年6月6日，馬里亞納群島作戰展開，在塞班島的作戰中，史密斯將軍撤換了美國陸軍第27師師長雷夫·史密斯少將（Major General Ralph Smith），由於爆發軍種間的對立，史密斯中將在8月調任為太平洋艦隊陸戰隊司令。雖然太平洋艦隊陸戰隊司令為太平洋地區所有陸戰隊部隊的指揮官，但從此史密斯將軍便不再直接指揮戰鬥部隊。
1945年2月，他雖然參與了硫磺島戰役，但僅被允許上岸視察。3月15日，史密斯將軍離開硫磺島戰區，回到位於珍珠港的總部。4月1日沖繩島作戰展開，雖然有陸戰隊參戰，但他並沒有離開總部。1945年7月，他被調回位於加州潘德頓營（Camp Pendleton）的陸戰隊訓練與補充兵司令部（Marine Training and Replacement Command）擔任指揮官，直到戰後。

## 獲獎

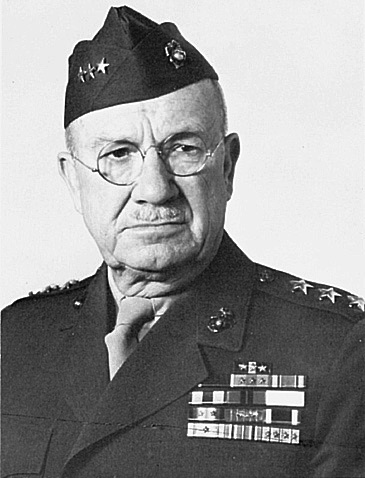
霍蘭·史密斯（時為中將）

在第一次世界大戰中，由於貝露森林戰役的戰績，史密斯由法國政府授予英勇十字勳章加棕櫚葉（Croix de Guerre with palm）。此外，他也獲得功績服務獎章（Meritorious Service Citation）與第一枚紫心勳章（Purple Heart Medal）。
在第二次世界大戰中，史密斯將軍被授予了服務優異勳章（Distinguished Service Medal，為他在兩岸訓練兩棲部隊)，與三個金星勳章（Gold Stars）以代替第二個（為他的吉爾勃特群島和馬紹爾群島行動的計劃和施行），第三個（為馬里亞納群島行動）和第四個（為硫磺島行動）服務優異勳章獎。
其它的獎章及勳表包括：飾三個銅星的陸戰隊遠征勳章（Marine Corps Expeditionary Medal with three bronze stars），墨西哥服役勳章（Mexican Service Medal），多明尼加行動勳章（Dominican Campaign Medal），與附五個作戰鉤飾的第一次世界大戰勝利勳章（World War I Victory Medal with five sector clasps），陸軍佔領德國勳章（Army of Occupation of Germany Medal），美國防衛服務勳章附基地鉤飾（American Defense Service Medal with Base clasp），美國戰役勳章（American Area Campaign Medal），與大西洋－太平洋區域戰役勳章（Asiatic-Pacific Area Campaign Medal）附一枚銀星以代替五枚銅星，第二次世界大戰勝利勳章，多明尼加的功勳勳位（Dominican Order of the First Merit），與英國巴斯勳位（British Knight Commander of the Order of the Bath，因此他在英國可被稱為Sir Holland M. Smith K.C.B.）。他也被授予了作戰勳帶（Combat Action Ribbon）。

## 退休
史密斯中將於1946年5月15日，即64歲時屆齡退休。當被列入退役名單時，史密斯晉升為上將，以表彰他在戰鬥指揮上的功績。史密斯退役後住在加州聖地牙哥的拉荷亞（La Jolla，San Diego，California），並從事他的園藝愛好。史密斯將軍在久病後於1967年1月12日病逝在加州聖地牙哥的美國海軍醫院，享年84歲。葬禮在1月14日，於陸戰隊召募站教堂舉行，並以全軍禮安葬於可俯視聖地牙哥港與北島（美國海軍基地）的羅斯克蘭斯堡國家公墓。史密斯將軍過世時是由兒子，美國海軍少將約翰·史密斯（Rear Admiral John V. Smith）隨侍在側。史密斯將軍的妻子，艾達·威金森（Ada B. Wilkinson），於1962過世。

## 榮譽

### 霍蘭·史密斯營
霍蘭·史密斯營位於夏威夷歐胡島，是以霍蘭·史密斯將軍為名的陸戰隊基地，此營區也同時為美軍太平洋司令部、美國太平洋海軍陸戰隊總部，以及其它指揮部的所在地。

### 陸戰隊協會
有兩個協會（Marine Corps League）分區以何蘭·史密斯將軍為名：

第39分區－「瘋嚎男」，位於印地安那州的霍巴特（Hobart，Indiana）

第592分區－「瘋嚎男」史密斯，位於阿拉巴馬州的伯明罕（Birmingham，Alabama）

## 外部連結
Smith, Holland McTyeire （页面存档备份，存于）－The Pacific War Online Encyclopedia （英文）